# イングリッシュチャンネル
イングリッシュチャンネル (English Channel) とは、アメリカの競走馬、種牡馬である。2007年のブリーダーズカップ・ターフなど、G1競走を6勝した。

## 経歴
デビュー戦を勝ち上がると、次走4着のあと4連勝でヴァージニアダービー（G3）で重賞初勝利を挙げる。G1初出走となったセクレタリアトステークスでは1番人気に支持されるも2着、古馬初対戦となったJHターフクラシック招待もシェイクスピア（Shakespeare）にアタマ差及ばず2着と惜敗した。この後ブリーダーズカップ・ターフに出走するも、優勝馬のシロッコから13馬身離された5着と敗れ、3歳シーズンを終える。
4歳になり、初戦を勝利すると、続くWRターフクラシックでG1初勝利を挙げる。次走のマンハッタンハンデキャップ(G2)は4着だったが、ユナイティッドネイションズステークスでG1・2勝目を挙げた。さらにアーリントンミリオン4着の後、前年惜敗していたターフクラシックに勝利し、G1・3勝目を挙げ、続くブリーダーズカップ・ターフも3着と、前年を大きく上回る活躍で4歳シーズンを終える。
5歳時も初戦をレコードタイム勝利する。この後アラブ首長国連邦に遠征、ドバイデューティーフリーに出走するが、優勝馬アドマイヤムーンから14馬身離された12着と大敗した。しかし帰国後、ユナイテッドネーションステークス、JHターフクラシック招待をそれぞれ連覇し、3度目のブリーダーズカップ・ターフに出走。7馬身差の圧勝でアメリカ芝路線の頂点に立った。ジャパンカップにも予備登録を済ませていたが、結局このレースを最後に現役を引退、ケンタッキー州レキシントンにあるハリケーンホールファーム（Hurricane Hall Farm）で種牡馬入りした。2009年の種付けシーズン後にレーンズエンドファームに移動する。
産駒は2011年にデビュー。自身と同様に芝での活躍馬を多く出しているが、産駒初のG1勝利はダートでのものだった。

### 年度別競走成績
- 2004年（1戦1勝）
- 2005年（8戦4勝） - ヴァージニアダービー（G3）
- 2006年（7戦4勝） - WRターフクラシック（G1）、ユナイティッドネイションステークス（G1）、JHターフクラシック招待（G1）
- 2007年（7戦3勝） - ユナイテッドネーションステークス（G1）、JHターフクラシック招待（G1）、ブリーダーズカップ・ターフ（G1）

### 主な産駒
2009年産
- Parranda / パランダ - シンガポールカップ（星国内G1）
- Strait of Dover / ストレイトオブドーバー - クイーンズプレート
- The Pizza Man / ザピッツァマン - アーリントンミリオンステークス、ノーザンダンサーターフステークス

2011年産
- Interpol / インターポール - ノーザンダンサーターフステークス
- V. E. Day / ヴィーイーデー - トラヴァーズステークス
- Al's Gal / アルズギャル - E.P.テイラーステークス

#### 2014年産
- Channel Maker / チャンネルメイカー - ジョーハーシュ・ターフクラシックステークス2回、マンノウォーステークス、ソードダンサーステークス

#### 2015年産
- Channel Cat / チャンネルキャット - マンノウォーステークス

#### 2016年産
- Two Emmys / トゥーエミーズ - ミスターD.ステークス

#### 2017年産
- War Like Goddess / ウォーライクゴッデス - フラワーボウルステークス、ジョーハーシュ・ターフクラシックステークス2回

#### 2020年産
- Last Call / ラストコール - ナタルマステークス
- Far Bridge / ファーブリッジ - ベルモントダービー招待ステークス、ソードダンサーステークス、ジョーハーシュ・ターフクラシックステークス

## 血統
| イングリッシュチャンネルの血統ミスタープロスペクター系／ネイティヴダンサー12.5% | イングリッシュチャンネルの血統ミスタープロスペクター系／ネイティヴダンサー12.5% | イングリッシュチャンネルの血統ミスタープロスペクター系／ネイティヴダンサー12.5% | （血統表の出典）       | （血統表の出典） |
| 父 Smart Strike 1992 鹿毛                                                       | 父の父Mr. Prospector 1970 鹿毛                                                  | Raise a Native                                                                  | Native Dancer          | Native Dancer    |
| 父 Smart Strike 1992 鹿毛                                                       | 父の父Mr. Prospector 1970 鹿毛                                                  | Raise a Native                                                                  | Raise You              |                  |
| 父 Smart Strike 1992 鹿毛                                                       | 父の父Mr. Prospector 1970 鹿毛                                                  | Gold Digger                                                                     | Nashua                 | Nashua           |
| 父 Smart Strike 1992 鹿毛                                                       | 父の父Mr. Prospector 1970 鹿毛                                                  | Gold Digger                                                                     | Sequence               |                  |
| 父 Smart Strike 1992 鹿毛                                                       | 父の母Classy 'n Smart 1981 鹿毛                                                 | Smarten                                                                         | Cyane                  | Cyane            |
| 父 Smart Strike 1992 鹿毛                                                       | 父の母Classy 'n Smart 1981 鹿毛                                                 | Smarten                                                                         | Smartaire              |                  |
| 父 Smart Strike 1992 鹿毛                                                       | 父の母Classy 'n Smart 1981 鹿毛                                                 | No Class                                                                        | Nodouble               | Nodouble         |
| 父 Smart Strike 1992 鹿毛                                                       | 父の母Classy 'n Smart 1981 鹿毛                                                 | No Class                                                                        | Classy Quillo          |                  |
| 母 Belva 1998 鹿毛                                                              | 母の父Theatrical 1982 鹿毛                                                      | Nureyev                                                                         | Northern Dancer        | Northern Dancer  |
| 母 Belva 1998 鹿毛                                                              | 母の父Theatrical 1982 鹿毛                                                      | Nureyev                                                                         | Special                |                  |
| 母 Belva 1998 鹿毛                                                              | 母の父Theatrical 1982 鹿毛                                                      | *ツリーオブノレッジ Tree of Knowledge                                           | Sasafras               | Sasafras         |
| 母 Belva 1998 鹿毛                                                              | 母の父Theatrical 1982 鹿毛                                                      | *ツリーオブノレッジ Tree of Knowledge                                           | Sensibility            |                  |
| 母 Belva 1998 鹿毛                                                              | 母の母Committed 1980 鹿毛                                                       | Hagley                                                                          | Olden Times            | Olden Times      |
| 母 Belva 1998 鹿毛                                                              | 母の母Committed 1980 鹿毛                                                       | Hagley                                                                          | Tao Pepi               |                  |
| 母 Belva 1998 鹿毛                                                              | 母の母Committed 1980 鹿毛                                                       | Ministinguette                                                                  | Boldnesian             | Boldnesian       |
| 母 Belva 1998 鹿毛                                                              | 母の母Committed 1980 鹿毛                                                       | Ministinguette                                                                  | Royal Warrant F-No.1-k |                  |